# Descloroetizolam
Descloroetizolam (também conhecido como Etizolam-2) é uma tienotriazolodiazepina que é o análogo desclorado do etizolam. Nas ruas, o composto foi vendido como uma droga sintética.

## Status legal
O descloroetizolam foi classificado e controlado como substância perigosa na Suécia em 15 de outubro de 2015.